# 17e étape du Tour d'Espagne 2013
La 17e étape du Tour d'Espagne 2013 s'est déroulée le mercredi 11 septembre 2013, entre Calahorra et Burgos sur une distance de 189 km.

## Résultats

### Classement de l'étape
| Classement de la 17e étape | Classement de la 17e étape | Classement de la 17e étape | Classement de la 17e étape | Classement de la 17e étape |
|                            | Coureur                    | Pays                       | Équipe                     | Temps                      |
| -------------------------- | -------------------------- | -------------------------- | -------------------------- | -------------------------- |
| 1er                        | Bauke Mollema              | Pays-Bas                   | Belkin                     | en 4 h 44 min 28 s         |
| 2e                         | Edvald Boasson Hagen       | Norvège                    | Sky                        | m.t                        |
| 3e                         | Maximiliano Richeze        | Argentine                  | Lampre-Merida              | m.t                        |
| 4e                         | Tyler Farrar               | États-Unis                 | Garmin-Sharp               | m.t                        |
| 5e                         | Fabian Cancellara          | Suisse                     | RadioShack-Leopard         | m.t                        |
| 6e                         | Grega Bole                 | Slovénie                   | Vacansoleil-DCM            | m.t                        |
| 7e                         | Luca Paolini               | Italie                     | Katusha                    | m.t                        |
| 8e                         | Paul Voss                  | Allemagne                  | NetApp-Endura              | m.t                        |
| 9e                         | José Herrada               | Espagne                    | Movistar                   | m.t                        |
| 10e                        | Nicolas Roche              | Irlande                    | Saxo-Tinkoff               | m.t                        |
| modifier                   |                            |                            |                            |                            |

### Points attribués
| Sprint intermédiaire de Logroño (km 41,5) | Sprint intermédiaire de Logroño (km 41,5) | Sprint intermédiaire de Logroño (km 41,5) | Sprint intermédiaire de Logroño (km 41,5) | Sprint intermédiaire de Logroño (km 41,5) |
| ----------------------------------------- | ----------------------------------------- | ----------------------------------------- | ----------------------------------------- | ----------------------------------------- |
|                                           | Coureur                                   | Pays                                      | Équipe                                    | Point(s)                                  |
| 1er                                       | Javier Aramendia                          | Espagne                                   | Caja Rural-Seguros RGA                    | 4                                         |
| 2e                                        | Adam Hansen                               | Australie                                 | Lotto-Belisol                             | 2                                         |
| 3e                                        | Luca Dodi                                 | Italie                                    | Lampre-Merida                             | 1                                         |
| modifier                                  |                                           |                                           |                                           |                                           |

| Sprint intermédiaire d'Ibeas de Juarros (km 163) | Sprint intermédiaire d'Ibeas de Juarros (km 163) | Sprint intermédiaire d'Ibeas de Juarros (km 163) | Sprint intermédiaire d'Ibeas de Juarros (km 163) | Sprint intermédiaire d'Ibeas de Juarros (km 163) |
| ------------------------------------------------ | ------------------------------------------------ | ------------------------------------------------ | ------------------------------------------------ | ------------------------------------------------ |
|                                                  | Coureur                                          | Pays                                             | Équipe                                           | Point(s)                                         |
| 1er                                              | Javier Aramendia                                 | Espagne                                          | Caja Rural-Seguros RGA                           | 4                                                |
| 2e                                               | Adam Hansen                                      | Australie                                        | Lotto-Belisol                                    | 2                                                |
| 3e                                               | Fabian Cancellara                                | Suisse                                           | RadioShack-Leopard                               | 1                                                |
| modifier                                         |                                                  |                                                  |                                                  |                                                  |

| \| Classement de l'étape \| Classement de l'étape \| Classement de l'étape \| Classement de l'étape \| Classement de l'étape \| \| --------------------- \| --------------------- \| --------------------- \| --------------------- \| --------------------- \| \| \| Coureur \| Pays \| Équipe \| Point(s) \| \| 1er \| Bauke Mollema \| Pays-Bas \| Belkin \| 25 \| \| 2e \| Edvald Boasson Hagen \| Norvège \| Sky \| 20 \| \| 3e \| Maximiliano Richeze \| Italie \| Lampre-Merida \| 16 \| \| 4e \| Tyler Farrar \| États-Unis \| Garmin-Sharp \| 14 \| \| 5e \| Fabian Cancellara \| Suisse \| RadioShack-Leopard \| 12 \| \| 6e \| Grega Bole \| Slovénie \| Vacansoleil-DCM \| 10 \| \| 7e \| Luca Paolini \| Italie \| Katusha \| 9 \| \| 8e \| Paul Voss \| Allemagne \| NetApp-Endura \| 8 \| \| 9e \| José Herrada \| Espagne \| Movistar \| 7 \| \| 10e \| Nicolas Roche \| Irlande \| Saxo-Tinkoff \| 6 \| \| 11e \| Vladimir Gusev \| Russie \| Katusha \| 5 \| \| 12e \| David Tanner \| Australie \| Belkin \| 4 \| \| 13e \| Pablo Urtasun \| Espagne \| Euskaltel Euskadi \| 3 \| \| 14e \| Vincenzo Nibali \| Italie \| Astana \| 2 \| \| modifier \| \| \| \| \| |                      |            |                    |          |
| Classement de l'étape |                      |            |                    |          |
| | Coureur              | Pays       | Équipe             | Point(s) |
| 1er | Bauke Mollema        | Pays-Bas   | Belkin             | 25       |
| 2e | Edvald Boasson Hagen | Norvège    | Sky                | 20       |
| 3e | Maximiliano Richeze  | Italie     | Lampre-Merida      | 16       |
| 4e | Tyler Farrar         | États-Unis | Garmin-Sharp       | 14       |
| 5e | Fabian Cancellara    | Suisse     | RadioShack-Leopard | 12       |
| 6e | Grega Bole           | Slovénie   | Vacansoleil-DCM    | 10       |
| 7e | Luca Paolini         | Italie     | Katusha            | 9        |
| 8e | Paul Voss            | Allemagne  | NetApp-Endura      | 8        |
| 9e | José Herrada         | Espagne    | Movistar           | 7        |
| 10e | Nicolas Roche        | Irlande    | Saxo-Tinkoff       | 6        |
| 11e | Vladimir Gusev       | Russie     | Katusha            | 5        |
| 12e | David Tanner         | Australie  | Belkin             | 4        |
| 13e | Pablo Urtasun        | Espagne    | Euskaltel Euskadi  | 3        |
| 14e | Vincenzo Nibali      | Italie     | Astana             | 2        |
| modifier |                      |            |                    |          |

### Cols et côtes
| Alto de Pradilla (km 116) 3e catégorie | Alto de Pradilla (km 116) 3e catégorie | Alto de Pradilla (km 116) 3e catégorie | Alto de Pradilla (km 116) 3e catégorie | Alto de Pradilla (km 116) 3e catégorie |
| -------------------------------------- | -------------------------------------- | -------------------------------------- | -------------------------------------- | -------------------------------------- |
|                                        | Coureur                                | Pays                                   | Équipe                                 | Point(s)                               |
| 1er                                    | Adam Hansen                            | Australie                              | Lotto-Belisol                          | 3                                      |
| 2e                                     | Javier Aramendia                       | Espagne                                | Caja Rural-Seguros RGA                 | 2                                      |
| 3e                                     | Nico Sijmens                           | Belgique                               | Cofidis                                | 1                                      |
| modifier                               |                                        |                                        |                                        |                                        |

| Alto de Valmala (km 139) 3e catégorie | Alto de Valmala (km 139) 3e catégorie | Alto de Valmala (km 139) 3e catégorie | Alto de Valmala (km 139) 3e catégorie | Alto de Valmala (km 139) 3e catégorie |
| ------------------------------------- | ------------------------------------- | ------------------------------------- | ------------------------------------- | ------------------------------------- |
|                                       | Coureur                               | Pays                                  | Équipe                                | Point(s)                              |
| 1er                                   | Adam Hansen                           | Australie                             | Lotto-Belisol                         | 3                                     |
| 2e                                    | Javier Aramendia                      | Espagne                               | Caja Rural-Seguros RGA                | 2                                     |
| 3e                                    | Nicolas Edet                          | France                                | Cofidis                               | 1                                     |
| modifier                              |                                       |                                       |                                       |                                       |

## Classements à l'issue de l'étape

### Classement général
| Classement général | Classement général | Classement général | Classement général | Classement général  |
|                    | Coureur            | Pays               | Équipe             | Temps               |
| ------------------ | ------------------ | ------------------ | ------------------ | ------------------- |
| 1er                | Vincenzo Nibali    | Italie             | Astana             | en 68 h 50 min 29 s |
| 2e                 | Christopher Horner | États-Unis         | RadioShack-Leopard | + 28 s              |
| 3e                 | Alejandro Valverde | Espagne            | Movistar           | + 1 min 14 s        |
| 4e                 | Joaquim Rodríguez  | Espagne            | Katusha            | + 2 min 29 s        |
| 5e                 | Nicolas Roche      | Irlande            | Saxo-Tinkoff       | + 3 min 43 s        |
| 6e                 | Domenico Pozzovivo | Italie             | AG2R La Mondiale   | + 5 min 9 s         |
| 7e                 | Thibaut Pinot      | France             | FDJ.fr             | + 6 min 8 s         |
| 8e                 | Leopold König      | Tchéquie           | NetApp-Endura      | + 6 min 17 s        |
| 9e                 | Samuel Sánchez     | Espagne            | Euskaltel Euskadi  | + 7 min 33 s        |
| 10e                | Tanel Kangert      | Estonie            | Astana             | + 10 min 52 s       |
| modifier           |                    |                    |                    |                     |

### Classement par points
| Classement par points | Classement par points | Classement par points | Classement par points | Classement par points |
| --------------------- | --------------------- | --------------------- | --------------------- | --------------------- |
|                       | Coureur               | Pays                  | Équipe                | Point(s)              |
| 1er                   | Alejandro Valverde    | Espagne               | Movistar              | 119 points            |
| 2e                    | Nicolas Roche         | Irlande               | Katusha               | 111 pts               |
| 3e                    | Daniel Moreno         | Espagne               | Saxo-Tinkoff          | 98 pts                |
| modifier              |                       |                       |                       |                       |

### Classement du meilleur grimpeur
| Classement du meilleur grimpeur | Classement du meilleur grimpeur | Classement du meilleur grimpeur | Classement du meilleur grimpeur | Classement du meilleur grimpeur |
| ------------------------------- | ------------------------------- | ------------------------------- | ------------------------------- | ------------------------------- |
|                                 | Coureur                         | Pays                            | Équipe                          | Point(s)                        |
| 1er                             | Nicolas Edet                    | France                          | Cofidis                         | 37 points                       |
| 2e                              | Daniele Ratto                   | Italie                          | Cannondale                      | 30 pts                          |
| 3e                              | Christopher Horner              | États-Unis                      | RadioShack-Leopard              | 22 pts                          |
| modifier                        |                                 |                                 |                                 |                                 |

### Classement du combiné
| Classement du combiné | Classement du combiné | Classement du combiné | Classement du combiné | Classement du combiné |
| --------------------- | --------------------- | --------------------- | --------------------- | --------------------- |
|                       | Coureur               | Pays                  | Équipe                | Point(s)              |
| 1er                   | Christopher Horner    | États-Unis            | RadioShack-Leopard    | 9 points              |
| 2e                    | Vincenzo Nibali       | Italie                | Astana                | 12 pts                |
| 3e                    | Nicolas Roche         | Irlande               | Saxo-Tinkoff          | 12 pts                |
| modifier              |                       |                       |                       |                       |

### Classement par équipes
| Classement par équipes | Classement par équipes | Classement par équipes | Classement par équipes |
|                        | Équipe                 | Pays                   | Temps                  |
| ---------------------- | ---------------------- | ---------------------- | ---------------------- |
| 1re                    | Euskaltel Euskadi      | Espagne                | en 205 h 59 min 40 s   |
| 2e                     | Astana                 | Kazakhstan             | + 1 min 7 s            |
| 3e                     | Movistar               | Espagne                | + 1 min 26 s           |
| modifier               |                        |                        |                        |